# هاریچاوانک
هاریچاوانک (به ارمنی: Հառիճավանք) یک صومعه حواری ارمنی واقع در روستای هاریچ، در شیراک در شمال‌غربی ارمنستان می‌باشد. ساخت و ساز این ساختمان سده ۸ام میلادی، سده ۱۳ام میلادی به پایان رسید. این بنا به سبک معماری ارمنی طراحی شده‌است.

## نگارخانه

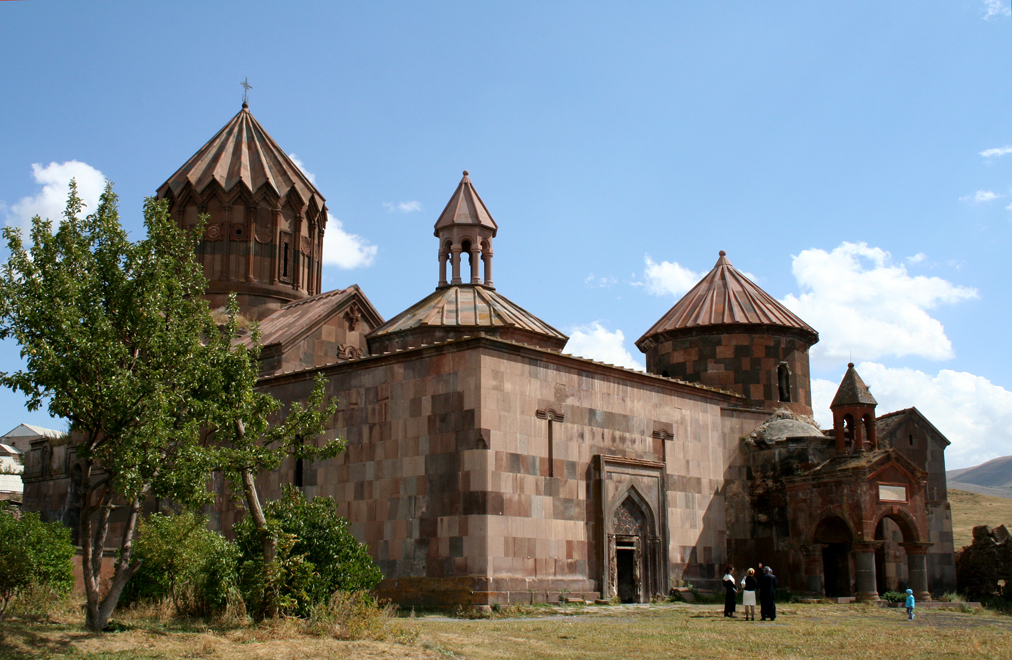
Narthex view of the monastery
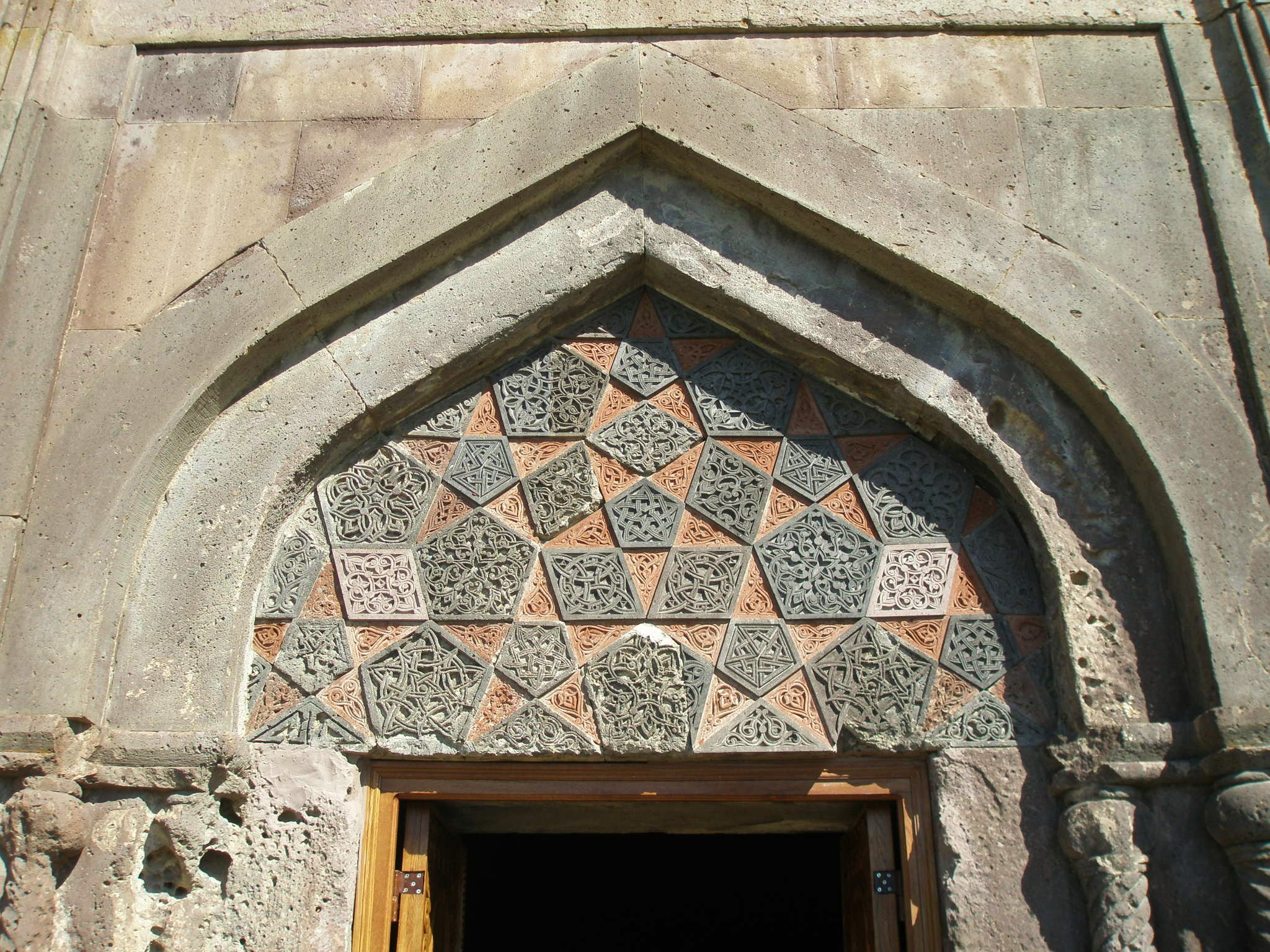
Intricately detailed tympanum above the rear portal
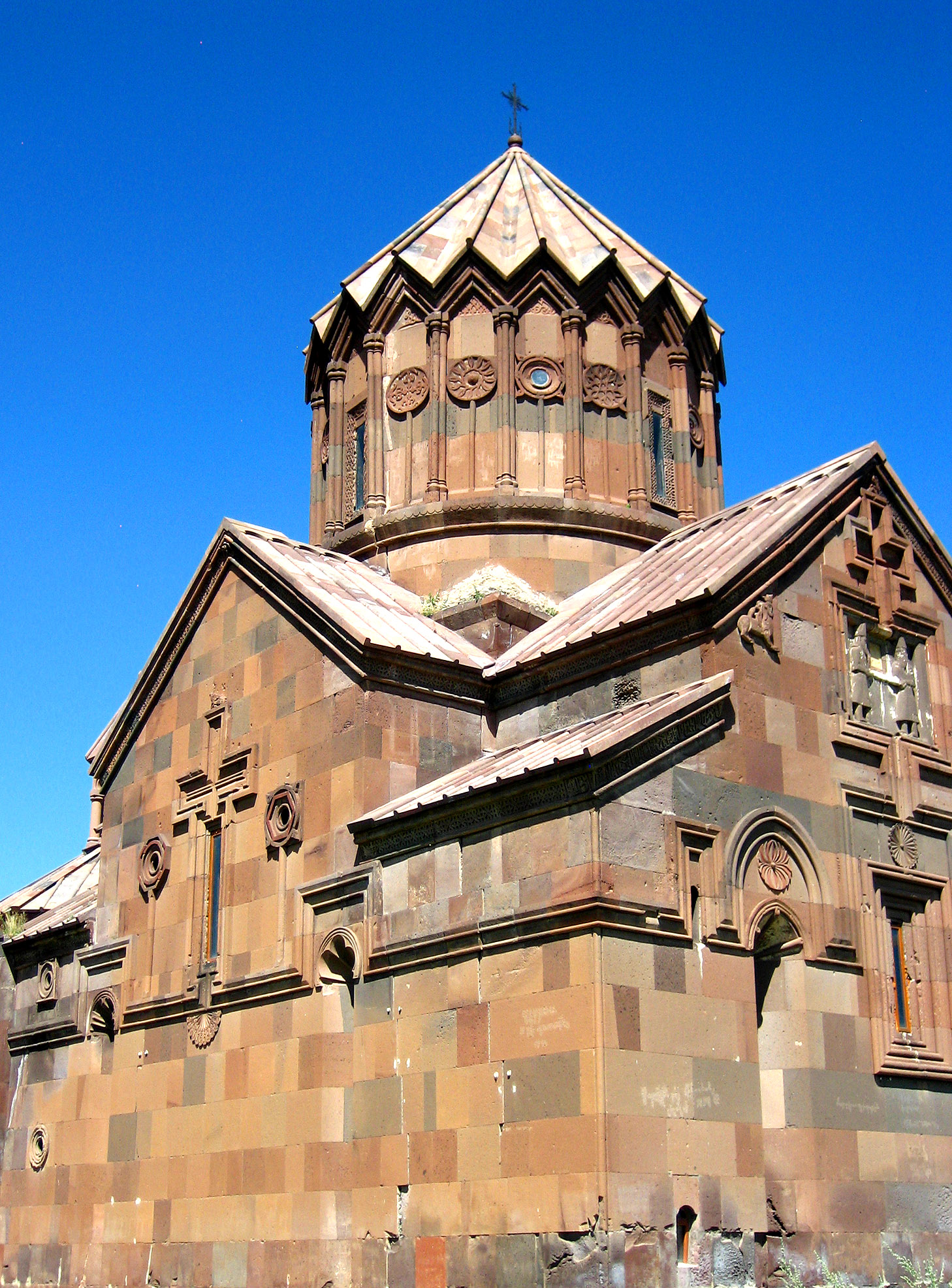
Church of the Holy Mother of God (1201)
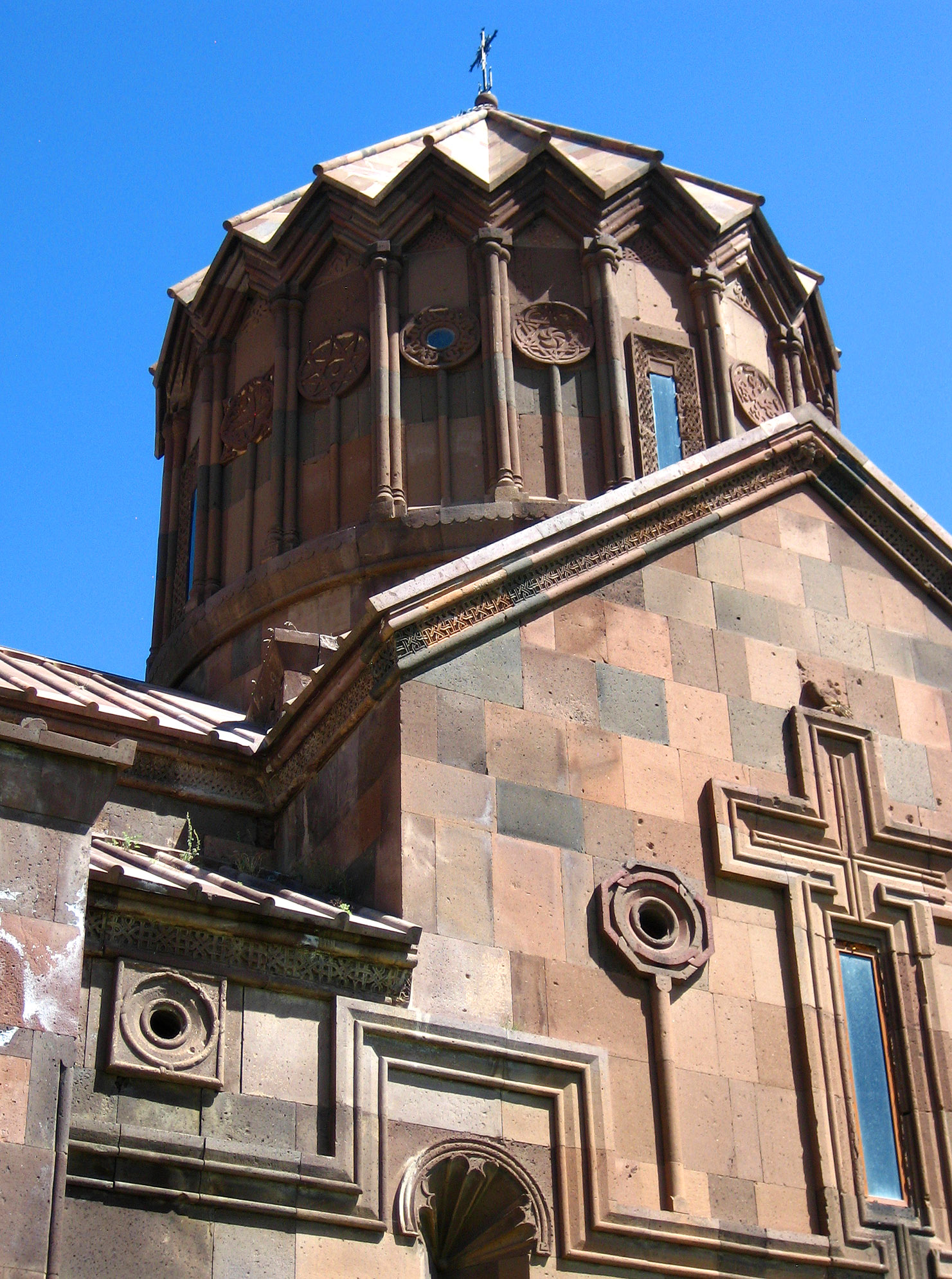
Dome of church of the Holy Mother of God (1201)
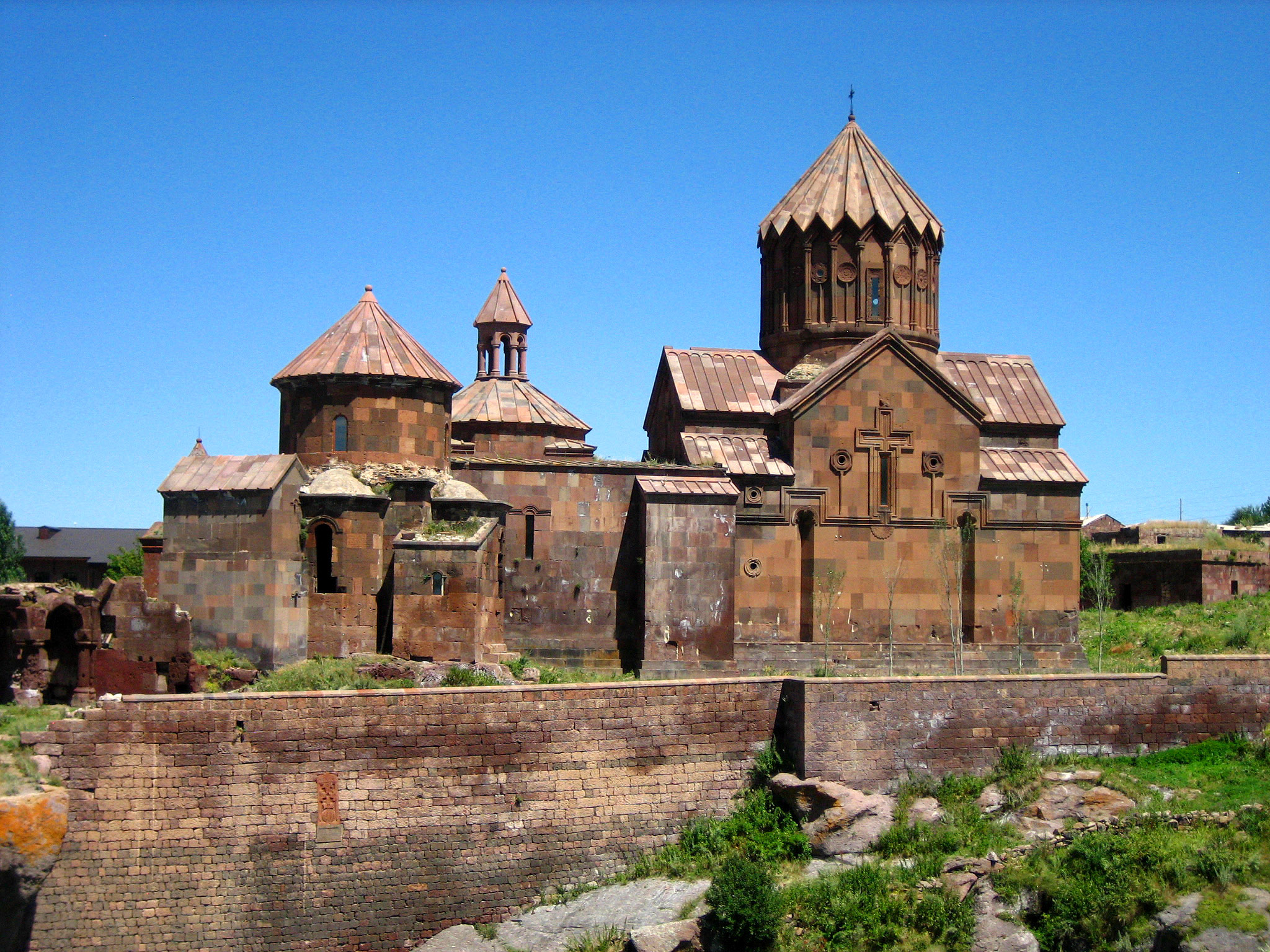
Harichavank, general view